# Federazione calcistica dell'Albania
La Federazione calcistica dell'Albania (in albanese Federata Shqiptare e Futbollit, acronimo FSHF) raggruppa tutti i club di calcio della nazione, e organizza le competizioni nazionali maschili (campionato e coppa) e femminili (campionato e coppa), nonché le gare a livello internazionale della Nazionale albanese.
Fondata nel 1930, venne affiliata alla F.I.F.A. nel 1932 e all'U.E.F.A. subito dopo la creazione di quest'organizzazione, nel 1954. La federazione ha sede a Tirana, è attualmente presieduta da Armand Duka. Nel 1999 contava su 53 club affiliati per un totale di 7.296 giocatori iscritti.

## Storia
La Federcalcio albanese è stata fondata il 6 giugno 1930 ed è entrata a far parte della FIFA nel 1932, durante il congresso del 12-16 giugno. 
L'associazione è stata uno dei membri fondatori della UEFA nel 1954.
Il 14 marzo 2008 la FSHF è stata sospesa dalla FIFA per "pesante interferenza politica", in conseguenza di ciò alle squadre nazionali è stato vietato di giocare le partite ufficiali, i rappresentanti sono stati banditi dagli eventi ufficiali e gli arbitri non sono stati in grado di arbitrare le partite sanzionate dalla FIFA. Il divieto è stato successivamente revocato quando sono state chiarite le interferenze politiche e il 27 maggio 2008 l'Albania ha giocato un'amichevole contro la Polonia.
L'attuale presidente della FSHF, Armand Duka, è in questa posizione dal 2002 e ha vinto le elezioni per un terzo mandato nel 2010.
Nel 2009 vi è stata una controversia tra la FSHF e il governo albanese sulla proprietà dello stadio Qemal Stafa. La UEFA ha insistito nel fare pressioni affinché lo stadio fosse dato alla proprietà della FSHF, in modo che potessero essere effettuati investimenti su di esso. Nel febbraio 2011 è stato deciso per un nuovo stadio (Arena Kombëtare), in sostituzione del Qemal Stafa con una spesa di 60 milioni di euro, stadio in comproprietà al 75% della FSHF e al 25% del governo albanese.

## Uffici
- Tirana (Sede centrale)

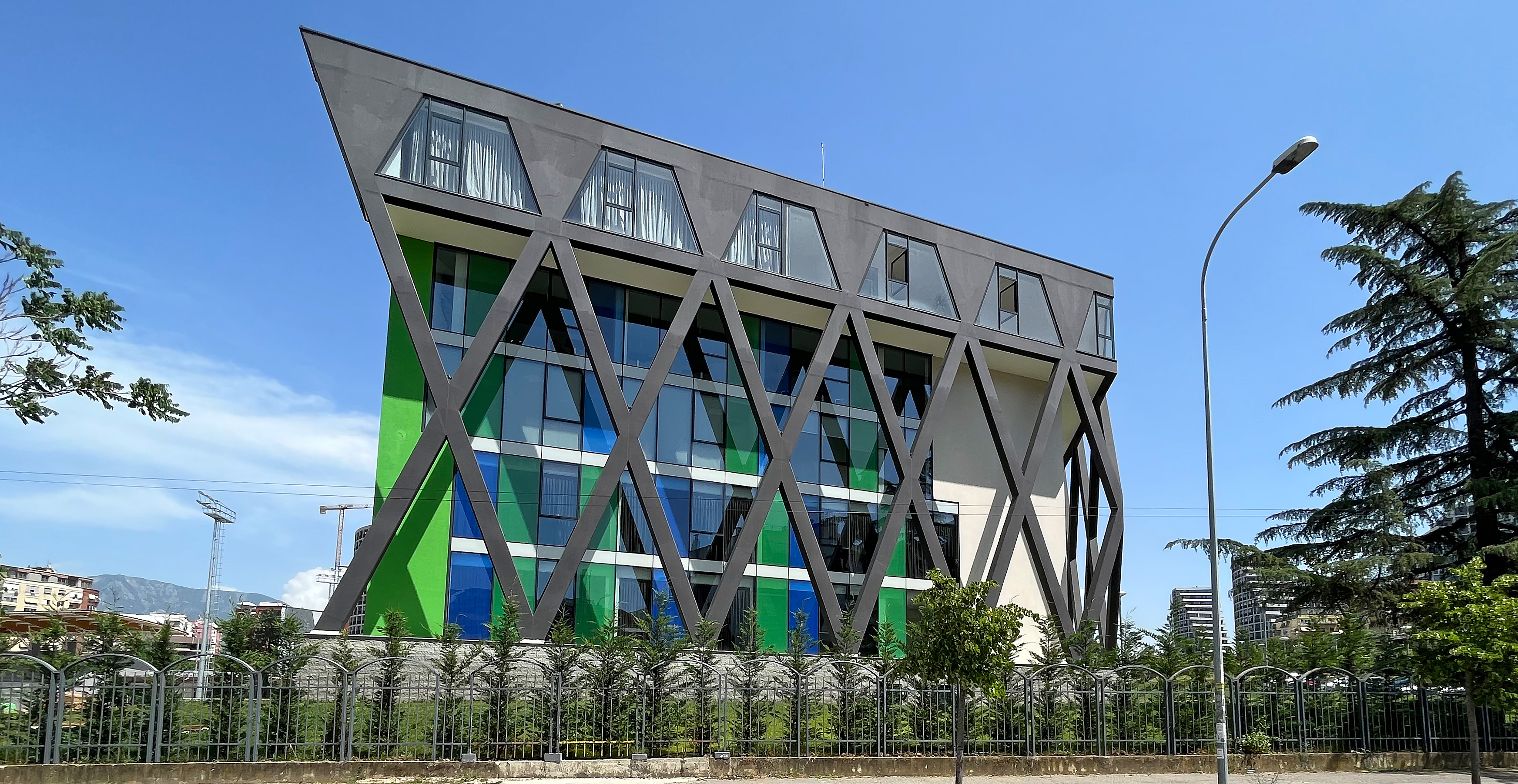
Sede a Tirana

- Durazzo (Ufficio regionale, aperto nel 2011)
- Scutari (Ufficio regionale, aperto nel 2015)

## Presidenti
- 1	Luigj Shala	(1928 - 1930)
- 2	Rexhep Jella (1930 - 1932)
- 3	Izedin Beshiri (1932 - 1932)
- 4	Anton Mazreku (1945	- 1970)
- 5	Zyber Konçi	(1970 - 1980)
- 6	Kristaq Miço (1980 - 1990)
- 7	Eduard Dervishi	(1990 - 1997)
- 8	Miço Papadhopulli (1997	- 2002)
- 9	Armand Duka	(in carica dal 2002)